# Bentiromide
Bentiromide là một peptide được sử dụng như một xét nghiệm sàng lọc cho tình trạng suy tụy ngoại tiết và để theo dõi sự đầy đủ của liệu pháp tụy bổ sung. Nó được đưa ra bằng miệng như một bài kiểm tra không xâm lấn. Lượng axit 4-aminobenzoic và các chất chuyển hóa của nó được bài tiết qua nước tiểu được lấy làm thước đo hoạt động tiết chymotrypsin của tuyến tụy. Nhức đầu và rối loạn tiêu hóa đã được báo cáo ở những bệnh nhân dùng bentiromide. Bentiromide không có sẵn ở Hoa Kỳ hoặc Canada (nó đã bị rút ở Mỹ vào tháng 10 năm 1996.)

## Dữ liệu
- XLogP = 3.201
- tautome = 12
- H_bond_donor = 4
- H_bond_acceptor = 5

## Tổng hợp
Tổng hợp peptide chymotrypsin-labile, được sử dụng trong chẩn đoán bệnh tuyến tụy ngoại tiết. 

Tổng hợp Bentiromide: Dữ liệu tổng hợp, in vitro và in vivo:

Nó được tổng hợp bằng cách hình thành amide giữa ethyl p -aminobenzoate và N -benzoyl-tyrosine bằng cách sử dụng N -methyl-morpholine và ethyl chlorocarbonate để kích hoạt. L-amide thu được được thủy phân chọn lọc bằng cách sử dụng tuần tự natri dimsyl (NaDMSO) và axit loãng để tạo ra bentiromide (4).